# جرج کینگ
جرج کینگ (انگلیسی: George King؛ ۱۸۹۹ – ۲۶ ژوئن ۱۹۶۶) کارگردان، فیلم‌نامه‌نویس، تهیه‌کننده و بازیگر اهل بریتانیا بود.
از فیلم‌هایی که وی در آن‌ها نقش داشته‌است، می‌توان به ممنوع، نه و چهل و پنج دقیقه، وای دکتر نه! و با احتیاط جابه‌جا کنید اشاره نمود.